# مالانغ سار
مالانغ سار (بالفرنسية: Malang Sarr)‏ (23 يناير 1999 فرنسا - ) هو لاعب كرة قدم فرنسي، يلعب كمدافع مع نادي تشيلسي الإنجليزي.

## روابط خارجية
- مالانغ سار على موقع الاتحاد الأوربي (الإنجليزية)
- مالانغ سار على موقع رابطة كرة القدم الفرنسية للمحترفين (الإنجليزية)
- مالانغ سار على موقع قاعدة بيانات كرة القدم.إي يو (الإنجليزية)
- مالانغ سار على موقع ليكيب (الفرنسية)
- مالانغ سار على موقع Soccerbase.com (لاعب) (الإنجليزية)
- مالانغ سار على موقع Soccerway.com (الإنجليزية)
- مالانغ سار على موقع عالم كرة القدم.نت (الإنجليزية)
- مالانغ سار على موقع AS.com (الإسبانية)